# Pothole (landvorm)

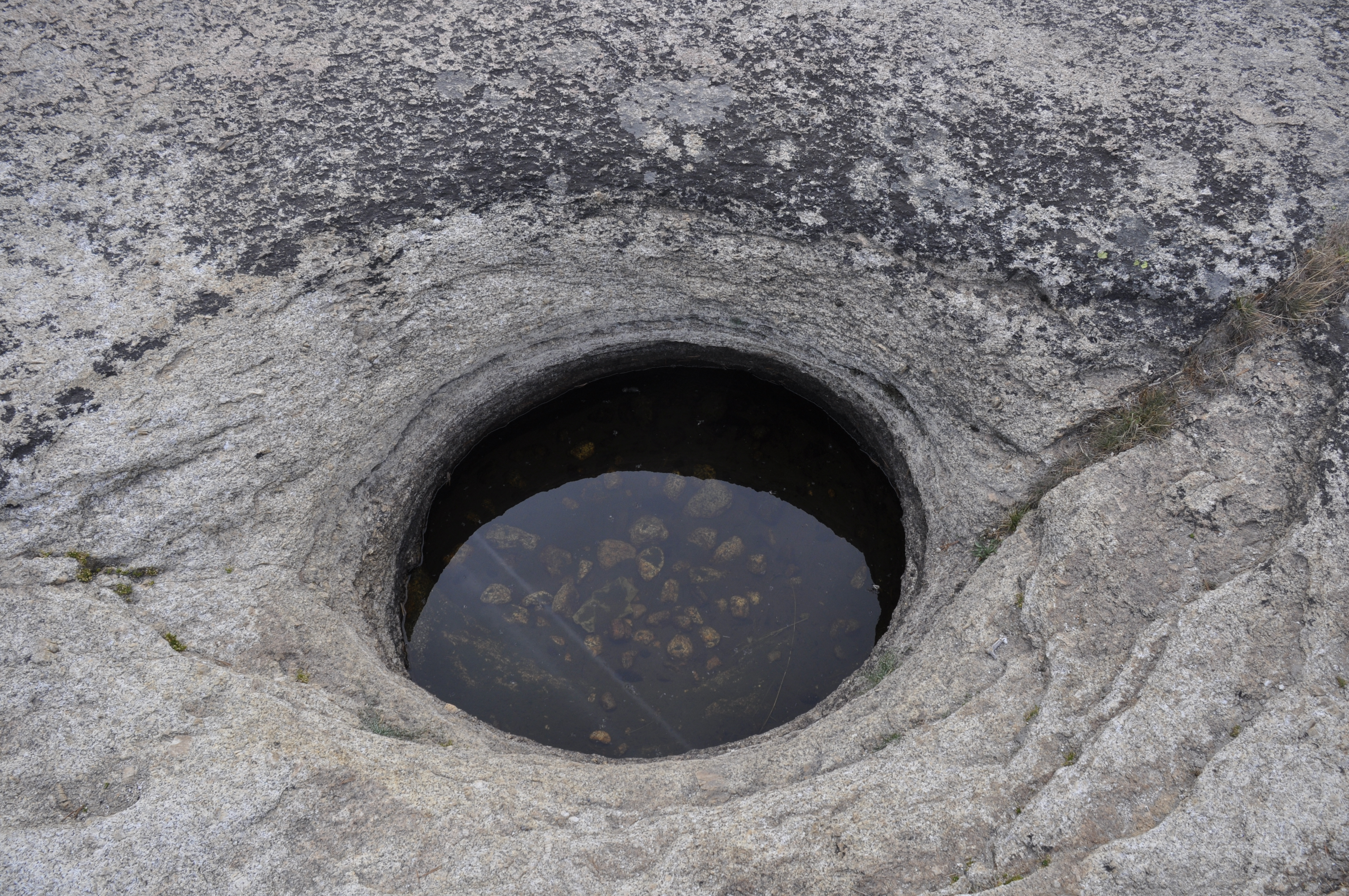
Een pothole bij de rivier de Tuolume (VS)

In de aardwetenschappen wordt met een pothole een cilindervormige of komvormige depressie bedoeld in een rotsachtige bedding van een rivier of beek. Doorgaans zijn deze gaten dieper dan breed, alhoewel ze ook voor een groot deel opgevuld kunnen raken met sediment. Potholes zijn landvormen die vooral voorkomen in de rivierlandschappen van de bovenloop van een rivier.

## Ontstaan

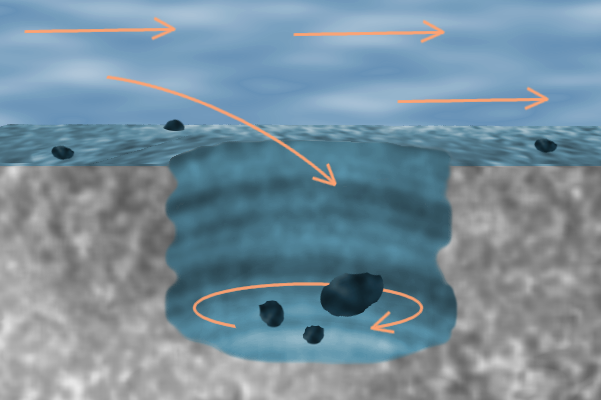
Schematische illustratie van het ontstaan van een pothole, gezien vanuit een dwarsdoorsnede van de rivierbedding. De pijlen geven de stroombewegingen weer van het water uit de watergang.

Een pothole ontstaat door de schurende werking van grind, kiezelstenen en/of keien, die door de kracht van flink wervelende stroombewegingen van het water worden rondgedraaid tegen een bepaalde plek op de stenen bedding van de waterloop. De waterdiepte van een pothole, maar ook de snelheid waarmee een pothole ontstaat, kan sterk verschillen. Dit is afhankelijk van het type (en morfologie) van het erosiemateriaal dat de pothole uitslijt, maar ook van het type gesteente waaruit de rivierbedding bestaat. Ook is de intensiteit van de wervelende stroombeweging van het rivierwater een belangrijke factor voor de diepte van een pothole en de snelheid waarmee deze ontstaat. 

## Fotogalerij

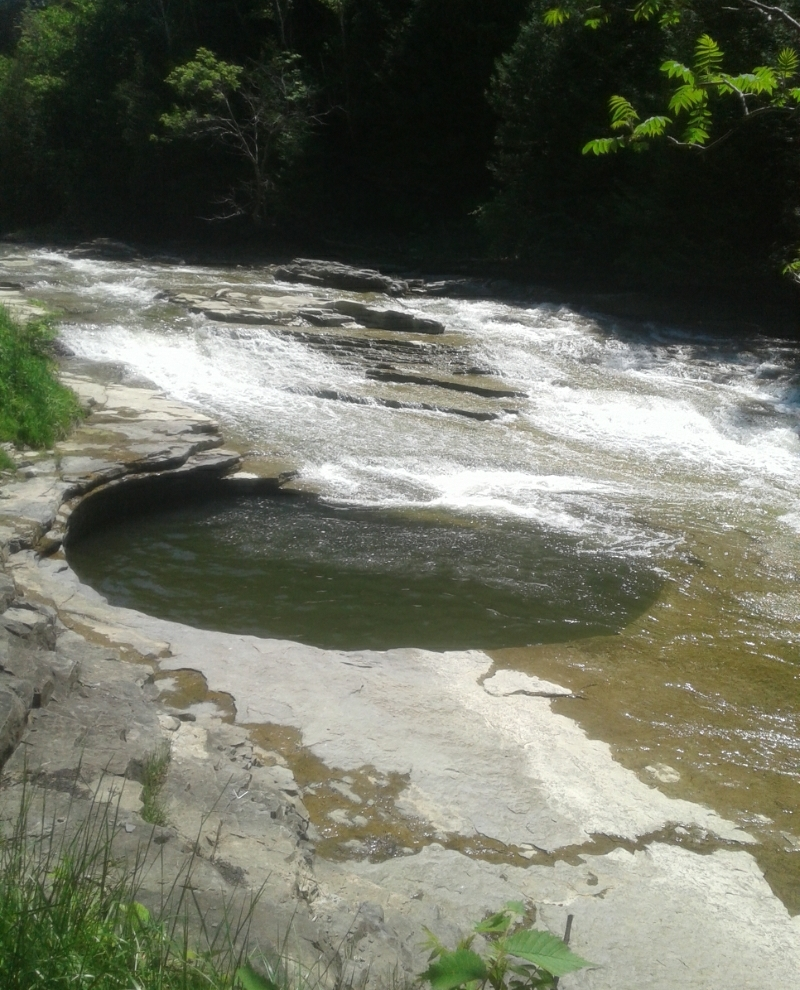
Een diepe pothole van de Canajoharie Creek (New York, VS)
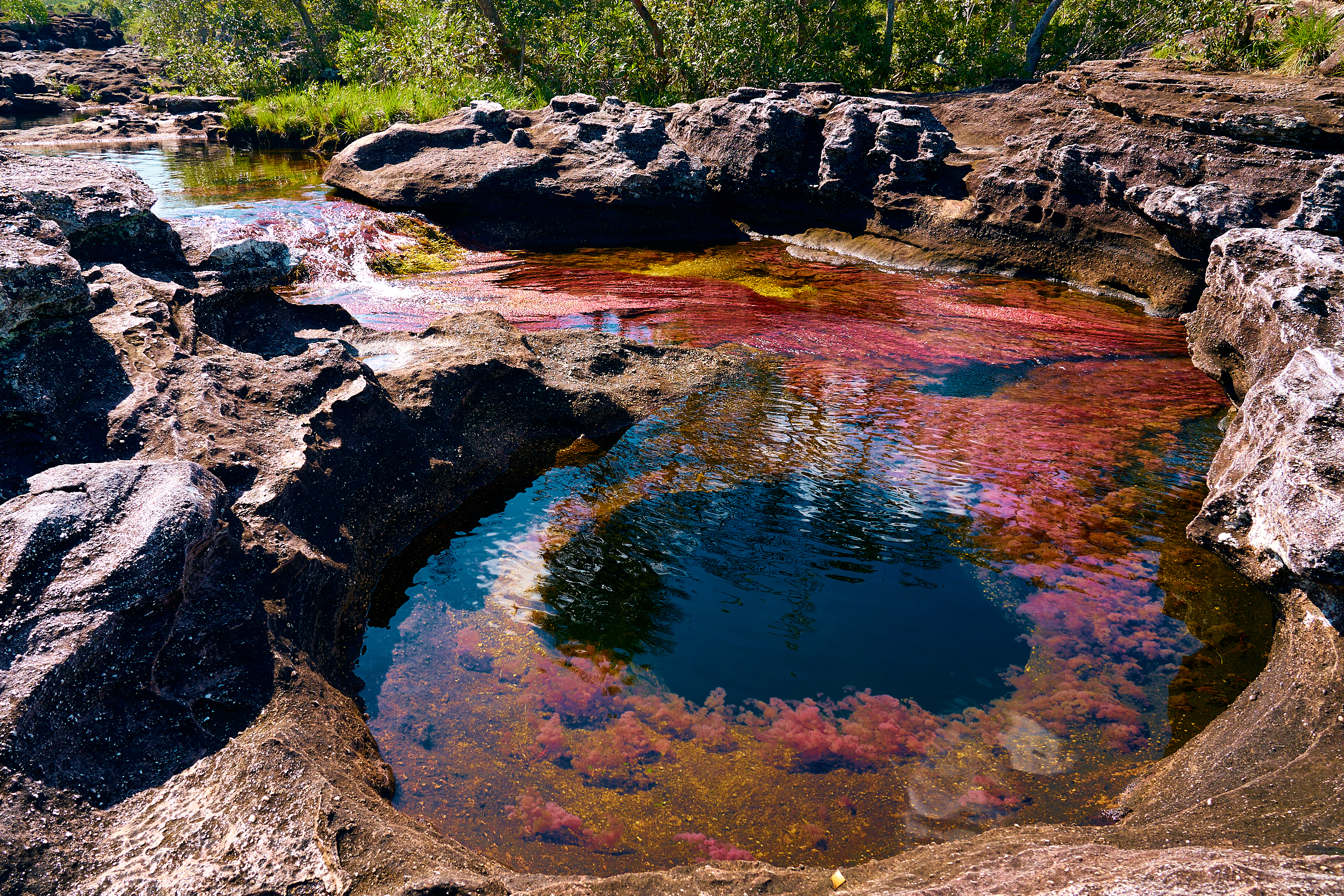
Een pothole in het bed van de Caño Cristales (Meta, Colombia)
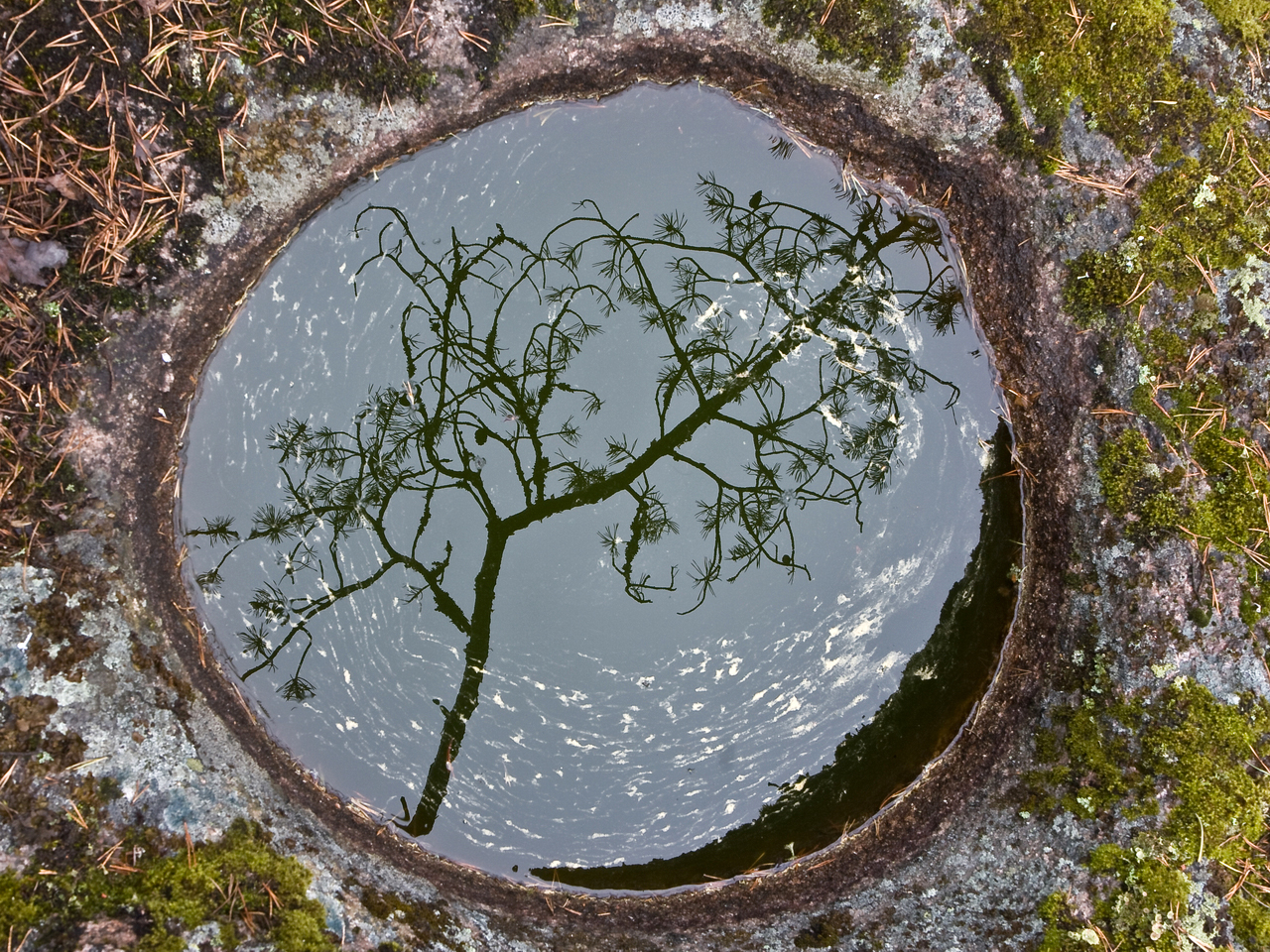
Een spiegelbeeld in een pothole in nationaal park Nuuksio (Finland)
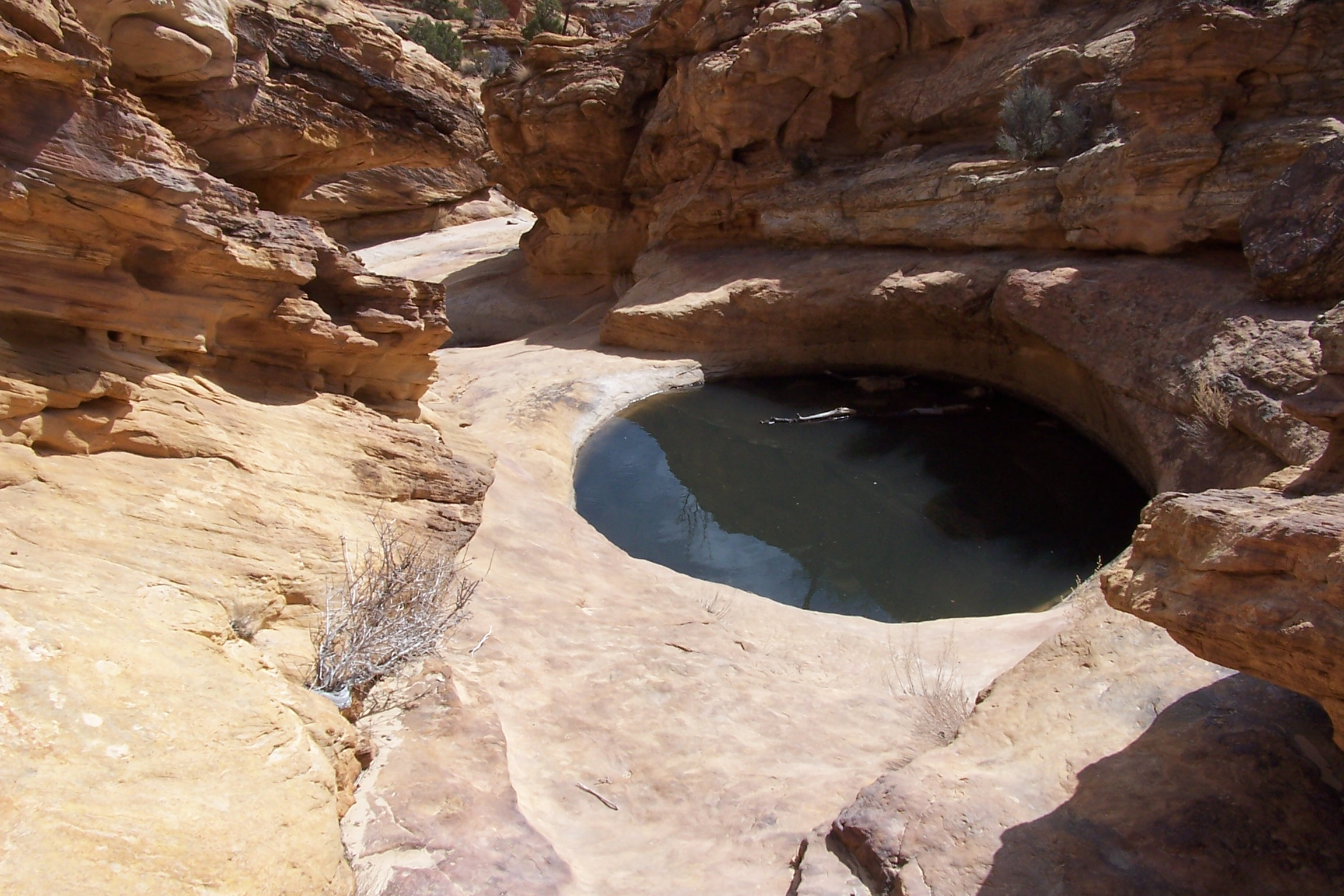
Een pothole in Capitol Reef National Park (Utah, VS)